# Halothamnus subaphyllus
Halothamnus subaphyllus ist eine Pflanzenart der Gattung Halothamnus aus der Familie der Fuchsschwanzgewächse (Amaranthaceae).

## Beschreibung

### Vegetative Merkmale
Halothamnus subaphyllus wächst meist als salz- und trockeheitstoleranter Halbstrauch mit Wuchshöhen von 0,5 bis 1,2 Meter oder auf Sand als Strauch mit Wuchshöhen von bis zu 2,5 Meter. Die Zweige besitzen eine blau-grüne oder grüne Rinde.
Die unteren Laubblätter sind halbstielrund, fleischig, bei einer Länge von bis zu 35 mm länglich bis linealisch. Die oberen Laubblätter sind bei einer Länge von nur 1 bis 4 mm schuppenförmig und besitzen an ihrer Basis und meist auch an Seiten sowie Spitze einen schmalen Hautrand. Die Blätter sind wechselständig und ganzrandig.

### Generative Merkmale
Die ährigen Blütenstände sind locker und lang mit einzeln stehenden Blüten. Die Tragblätter ähneln den Blättern, an den oberen Blüten sind sie kürzer als die zwei Vorblätter und die Blüten und rundum hautrandig. Die schuppenförmigen, quer-ovalen, häutig umrandeten Vorblätter liegen der Blüte an und bilden zusammen mit dem Tragblatt einen flachen Becher. Die kleinen, zwittrigen und sitzenden Blüten mit einfacher Blütenhülle sind 3,2 bis 5,0 mm lang. Die fünf aufrechten Tepalen sind eiförmig. Es sind fünf kurz Staubblätter vorhanden. Der Fruchtknoten ist oberständig mit kurzem, zweiästigen Griffel oder zwei Narbenästen. Die Narben sind an ihrem oberen Ende gestutzt. Es ist ein fleischiger Diskus vorhanden.
Die geflügelte und einsamige, verhärtete Frucht (Schließfrucht) besitzt einen Durchmesser von 11 bis 17 mm. Ihre ungleichen, dachigen, ausgebreiteten, membranösen und rippigen, strohfarbigen bis rosa Flügel (Auswüchse der Blütenhülle) setzen in oder etwas unterhalb der Mitte an. Der Fruchttubus ist schüsselförmig nach unten verschmälert, mit vorspringenden Leisten, und weist an der flachen Basis fünf eiförmige bis rundliche Grübchen auf.

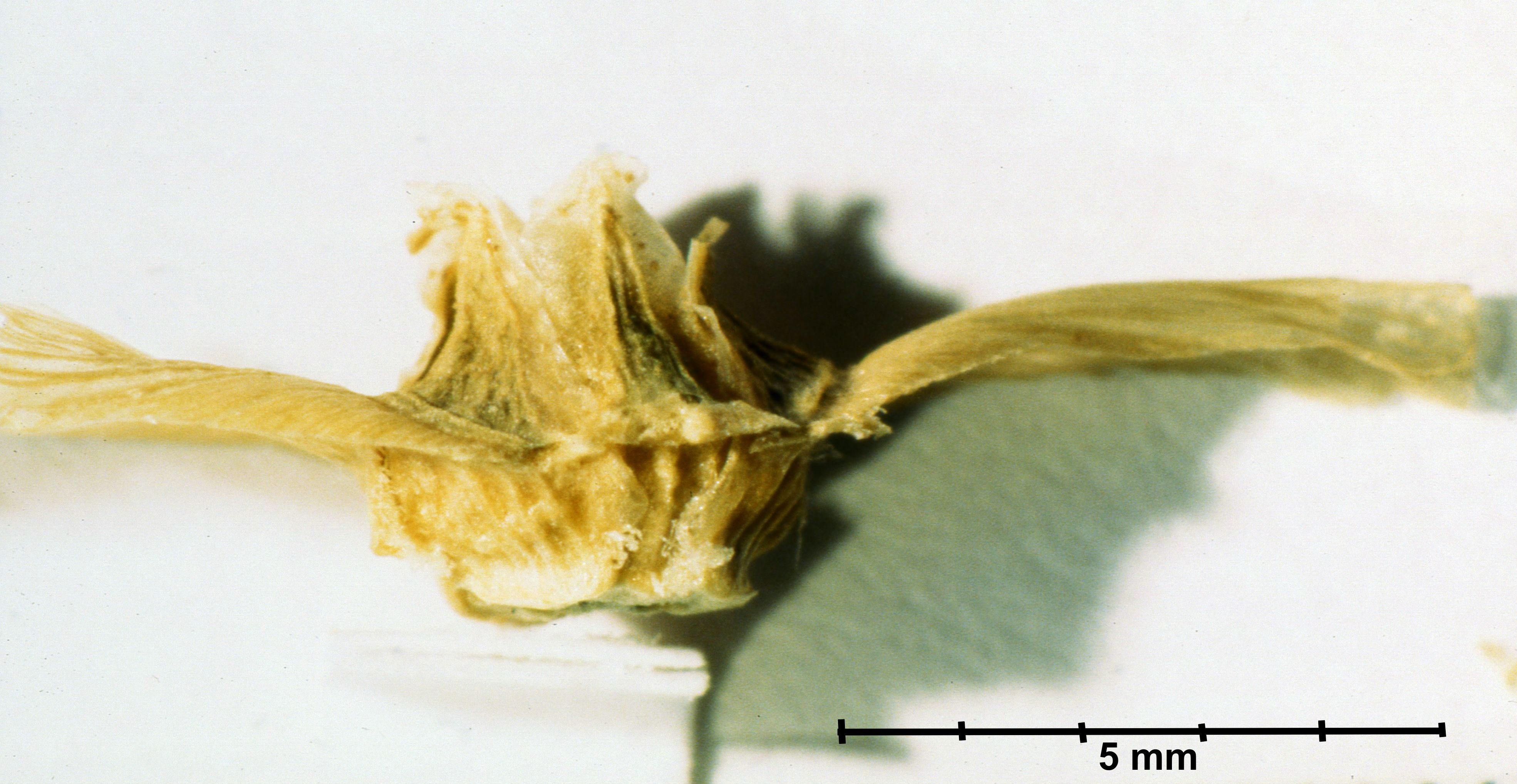
Frucht, Seitenansicht
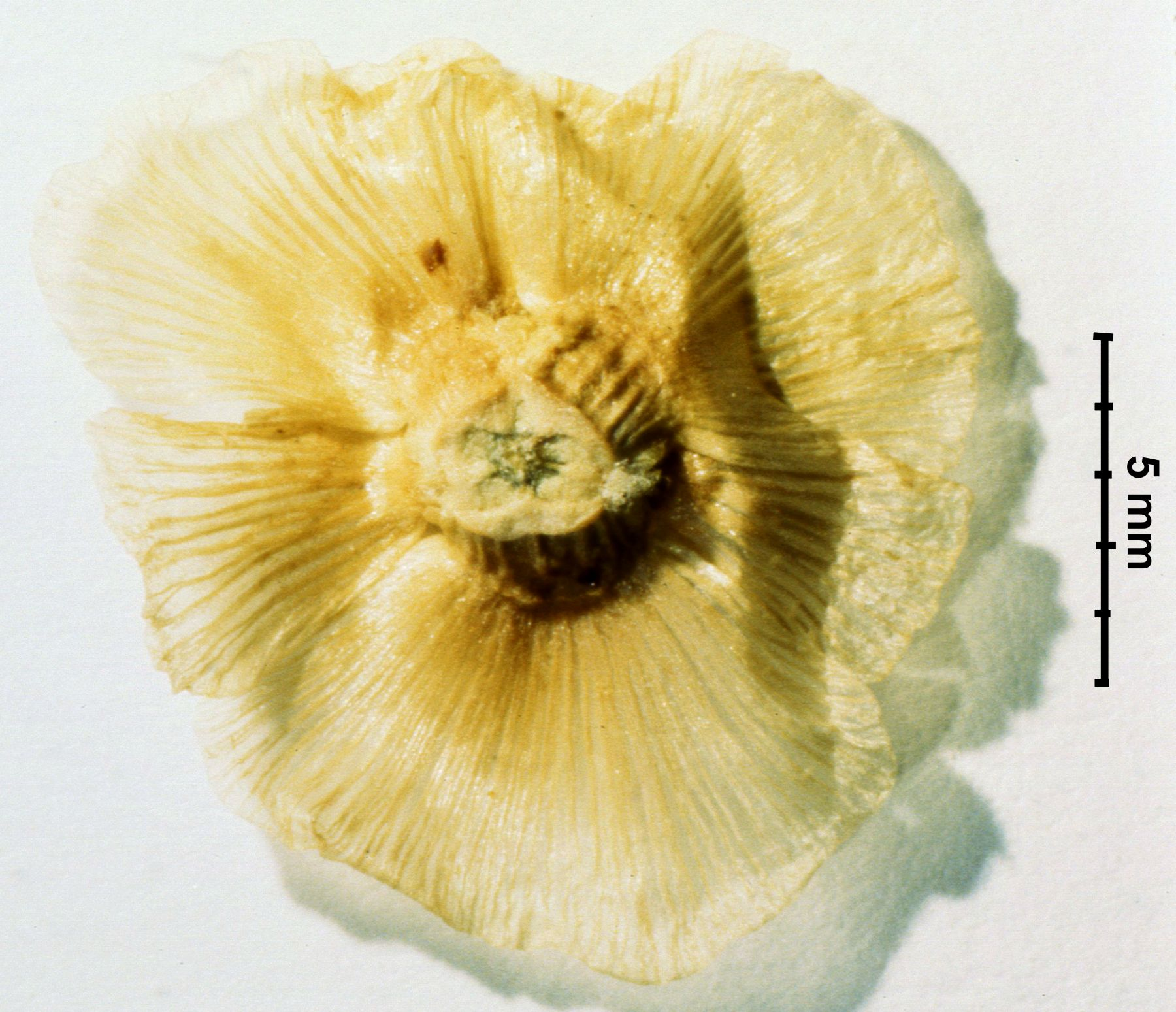
Frucht, Unterseite

### Unterscheidungsmerkmale der Unterarten
Die Art Halothamnus subaphyllus wird in drei Unterarten gegliedert, hier ihre Unterscheidungsmerkmale:
- Halothamnus subaphyllus subsp. subaphyllus
- Halothamnus subaphyllus subsp. psammophilus: Es ist ein bis 2,5 m hoher Strauch mit kürzeren, dünneren blütentragenden Zweigen und längeren oberen Blättern.
- Halothamnus subaphyllus subsp. charifii: Bei ihm fallen in dessen Blattachseln dichte Büschel langer Kräuselhaare (Trichome) auf.

## Vorkommen
Das Verbreitungsgebiet von Halothamnus subaphyllus umfasst Kasachstan, Turkmenistan, Usbekistan, Tadschikistan, Iran, Afghanistan und Pakistan (Belutschistan). Er wächst in Steppen, Halbwüsten und Wüsten auf steinigen, lehmigen und sandigen, oft salz- oder gipshaltigen Böden bis in Höhen von 2400 Meter über Normalnull.

## Nutzung
Halothamnus subaphyllus ist eine wichtige Futterpflanze in den beweideten Wüstengebieten Mittelasiens. Er wird von Schafen, Ziegen und Kamelen sowie von Rindern gefressen und wird daher als Kulturpflanze in künstlichen, rekultivierten Weideflächen angebaut. Besonders ertragreich ist die Unterart Halothamnus subaphyllus subsp. psammophilus.
Die Halothamnus subaphyllus subsp. psammophilus wird auch zur Festigung von beweglichen Sanddünen angepflanzt.
Halothamnus subaphyllus wird in der Volksmedizin bei Frauenkrankheiten, zur Kräftigung des Haares und bei Schafskrätze sowie bei Milzbrand und zur Wundheilung verwendet. Die Pflanzen sind reich an medizinisch bedeutsamen Alkaloiden (Subaphyllin, Salsolin). Außerdem dient Halothamnus subaphyllus als Färbepflanze für Stoffe. Die Asche von Halothamnus subaphyllus lieferte früher Soda und Pottasche für die Seifensiederei.
In den Blättern wird Bor akkumuliert.

## Systematik

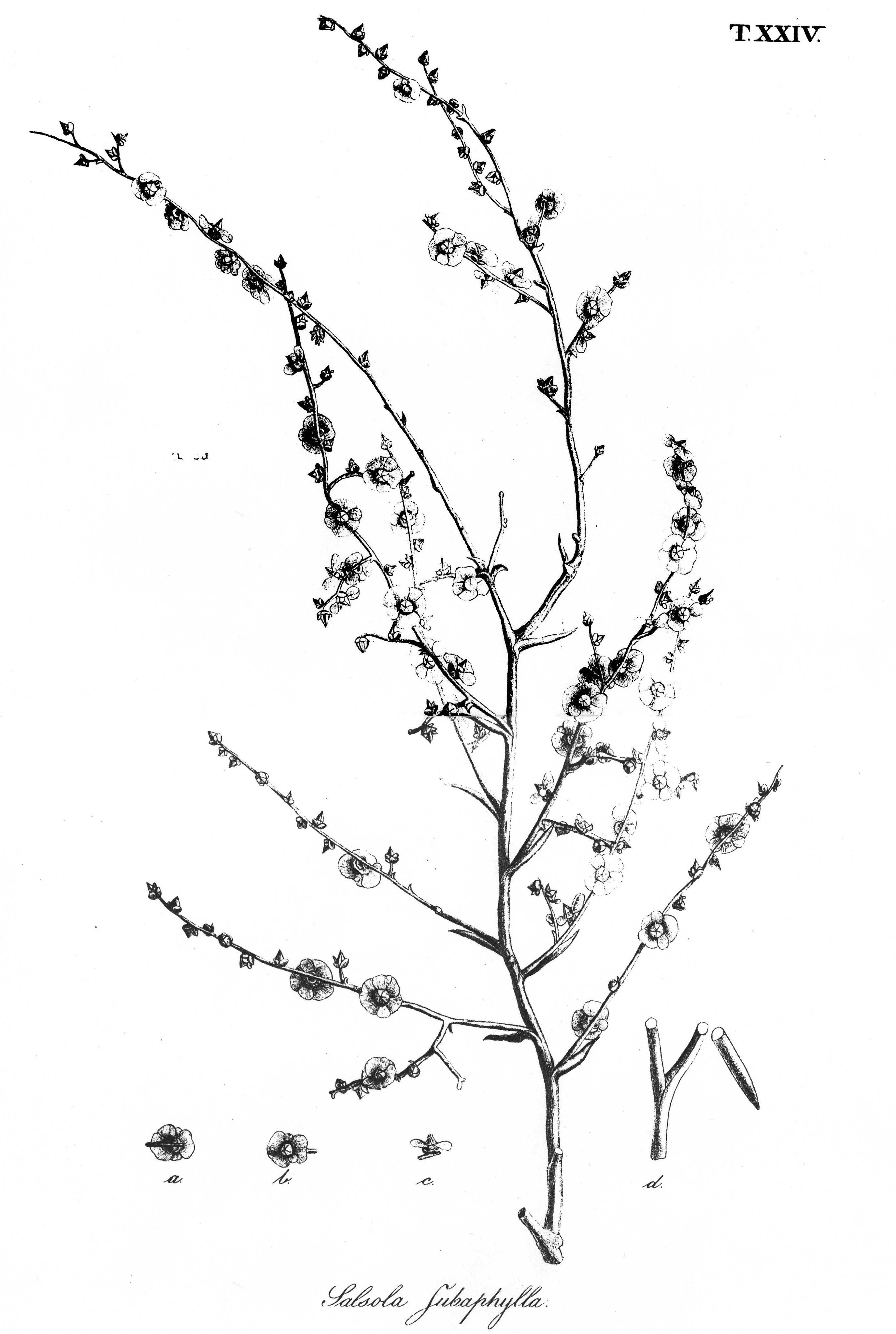
Illustration von Halothamnus subaphyllus aus der Erstbeschreibung von Carl Anton von Meyer, 1833

Die Erstbeschreibung dieser Art erfolgte 1833 durch Carl Anton von Meyer als Salsola subaphylla C.A.Meyer. 1981 wurde sie von Victor Petrovič Botschantzev als Halothamnus subaphyllus (C.A.Meyer) Botsch. in die Gattung Halothamnus gestellt.
Halothamnus subaphyllus wird in drei Unterarten gegliedert:
- Halothamnus subaphyllus (C.A.Meyer) Botsch. subsp. subaphyllus (Syn.: Salsola subaphylla C.A.Meyer, Caroxylon subaphyllum (C.A.Meyer) Moq., Salsola subaphylla C.A.Meyer var. typica Drobov, nom. inval, Salsola subaphylla C.A.Meyer subsp. typica (Drobov) Iljin, nom. inval., Aellenia subaphylla (C.A.Meyer) Aellen, Aellenia subaphylla (C.A.Meyer) Aellen subsp. eu-subaphylla Aellen, nom.inval., Aellenia subaphylla (C.A.Meyer) Botsch. ex Aellen, quoad nom., Aellenia subaphylla (C.A.Meyer) Aellen subsp. subaphylla, Aellenia subaphylla (C.A.Meyer) Aellen subsp. sabetii Aellen, Salsola subaphylla C.A.Meyer var. arenaria Drobov, Salsola arenaria (Drobov) Iljin, nom. nud., Salsola subaphylla C.A.Meyer subsp. arenaria (Drobov) Iljin, Aellenia subaphylla (C.A.Meyer) Aellen subsp. turcomanica Aellen, Aellenia turcomanica (Aellen) Čer.)
- Halothamnus subaphyllus (C.A.Meyer) Botsch. subsp. charifii (Aellen) Kothe-Heinr.[14]  (Syn.:Aellenia subaphylla (C.A.Meyer) Aellen subsp. charifii Aellen, Aellenia subaphylla (C.A.Meyer) Aellen subsp. gracilenta Aellen, Halothamnus subaphylloides Botsch.)
- Halothamnus subaphyllus (C.A.Meyer) Botsch. subsp. psammophilus (Botsch.) Kothe-Heinr.[15]  (Syn.:Halothamnus psammophilus Botsch.)

## Volksnamen
- Usbekistan: Čogon, Čogan, Čugon
- Kasachstan: Šongajna
- Russisch: солянка малолистная (Soljanka Malolistnaja)